# Université internationale de Floride
Pour les articles homonymes, voir FIU.
L'université internationale de Floride (en anglais Florida International University ou FIU) est une université publique d'État située à Miami aux États-Unis. Ses programmes d'architecture, d'ingénierie et de finance y sont très populaires.
FIU est la première université du Sud de la Floride, avec plus de 39 500 élèves et 2 947 professeurs. Le nombre de diplômés dépasse les 150 000.
Les FIU Panthers défendent les couleurs de l'université en NCAA.